# Dãy núi Rocky của Canada
Dãy núi Rocky của Canada là phân đoạn của dãy núi Rocky tại Bắc Mỹ. Nó là một phần phía đông của Cordillera Canada, kéo dài từ Đồng bằng Trung tâm của Alberta đến rãnh núi Rocky của British Columbia. Phía nam biên giới với Idaho và Montana của Hoa Kỳ còn phía bắc là ở sông Liard ở miền bắc British Columbia.
Rocky của Canada có nhiều đỉnh núi cao như Núi Robson cao 3.954 m (12,972 ft) và núi Columbia cao 3.747 m (12.293 ft). Dãy núi này được tạo thành từ đá phiến sét và đá vôi. Nhiều phạm vi của dãy núi được bảo vệ bởi các vườn quốc gia, công viên tỉnh và là một di sản thế giới.